# Функционал
Функциона́л — функция, заданная на произвольном множестве и имеющая числовую область значений: обычно множество вещественных чисел {\displaystyle \mathbb {R} } или комплексных чисел {\displaystyle \mathbb {C} }. В более широком смысле функционалом называется любое отображение из произвольного множества в произвольное (не обязательно числовое) кольцо.
Функционалы изучаются как одно из центральных понятий в функциональном анализе, а основным предметом вариационного исчисления является изучение вариаций функционалов.

## Определения
Область определения функционала может быть любым множеством. Если область определения является топологическим пространством, можно определить непрерывный функционал; если область определения является линейным пространством над {\displaystyle \mathbb {R} } или над {\displaystyle \mathbb {C} }, можно определить линейный функционал; если область определения является упорядоченным множеством, можно определить монотонный функционал.
Функционал, заданный на топологическом пространстве {\displaystyle X}, называется непрерывным, если он непрерывен как отображение в топологическое пространство {\displaystyle \mathbb {R} } или {\displaystyle \mathbb {C} }.
Функционал, заданный на топологическом пространстве {\displaystyle X}, называется непрерывным в точке {\displaystyle x\in X}, если он непрерывен в этой точке как отображение в топологическое пространство {\displaystyle \mathbb {R} } или {\displaystyle \mathbb {C} }.
Функционал, заданный на линейном пространстве, и сохраняющий сложение и умножение на константу, называется линейным функционалом. (Отображение линейного пространства в линейное пространство называют оператором).
Один из простейших функционалов — проекция (сопоставление вектору одной из его компонент или координат).
Довольно часто в роли линейного пространства выступает то или иное пространство функций (непрерывные функции на отрезке, интегрируемые функции на плоскости и т. д.).
Поэтому в прикладных областях под функционалом часто понимают функцию от функций, отображение, переводящее функцию в число (действительное или комплексное).
Функционал на линейном пространстве называется положительно определённым, если его значение неотрицательно и равно нулю только в нуле.
Отображение, переводящее вектор в его норму, является выпуклым положительно определённым функционалом, это один из самых распространённых функционалов. В физике часто используется действие — тоже функционал.
Задачи оптимизации формулируются на языке функционалов: найти решение (уравнения, системы уравнений, системы ограничений, системы неравенств, системы включений и тому подобного), доставляющее экстремум (минимум или максимум) заданному функционалу. Функционалы также рассматриваются в вариационном анализе.

## Функционал в линейном пространстве
Позднее от понятия традиционного функционала отделилось понятие функционала в линейном пространстве, как функции, отображающей элементы линейного пространства в его пространство скаляров. Зачастую (например, когда пространство функций
является линейным пространством) эти две разновидности понятия «функционал» совпадают, в то же время они не тождественны и не поглощают друг друга.
Особенно важной разновидностью функционалов являются линейные функционалы.

## Примеры
- норма функции
- значение функции в фиксированной точке
- максимум или минимум функции на отрезке
- величина интеграла от функции
- длина графика вещественной функции вещественной переменной
- длина кривой, параметрически заданной векторной функцией вещественного аргумента (длина пути)
- площадь поверхности, параметрически заданной векторной функцией двух вещественных аргументов
- скалярное произведение на фиксированный вектор
- действие в механике
- функционал энергии